# Hamburger Straße (Braunschweig)
Die Hamburger Straße ist eine der meistbefahrenen Ein- und Ausfallstraßen der Stadt Braunschweig.

## Geografie
Die Hamburger Straße liegt im Norden der Stadt Braunschweig und führt zwischen dem Stadtteil Schwarzer Berg und dem Siegfriedviertel hindurch. Im Süden beginnt sie am nördlichen Teil des Innenstadtringes, am Übergang vom westlichen Wendenring zum östlichen Rebenring. Im Norden geht sie in die Gifhorner Straße, die K 2 über, an der sich direkt hinter dem Eintracht-Stadion das Braunschweiger Volkswagenwerk befindet. Über die Autobahnabfahrt Braunschweig Celler Straße/Hamburger Straße ist sie an das Autobahnkreuz Ölper angebunden, das die Westtangente mit der Nordtangente verbindet. Das Teilstück zwischen dem Innenstadtring und dem Autobahnanschluss bildet gleichzeitig einen Abschnitt der Bundesstraße 4. Westlich der Hamburger Straße befinden sich die parallel fließende Oker und der Ölpersee.

## Geschichte
Die Hamburger Straße wurde bereits im Mittelalter als Handels- und Heerstraße genutzt und führte von Braunschweig bis zur Hansestadt Hamburg. Bereits im Jahre 1797 wurde im Bereich der Straße der erste „Jüdische Friedhof“, damals noch weit außerhalb der Stadtgrenze, angelegt. An ihrer westlichen Seite befindet sich seit der 1890 der Schützenplatz, auf dem regelmäßig Jahrmärkte wie die Braunschweiger Masch veranstaltet werden.
Im Jahr 1898 gründete Johann Andreas Schmalbauch (1851–1904) die Blechwarenfabrik „J. A. Schmalbauch“ zur Herstellung einer neuartigen Dose zur Konservierung insbesondere von Spargel, aber auch von anderen landwirtschaftlichen Erzeugnissen. Etwa um diese Zeit gründete auch der Unternehmer Friedrich Jürgens an der Hamburger Straße die „Brauerei Friedrich Jürgens“.
Bis Mitte des 20. Jahrhunderts begann die Straße im Süden bereits am Wendentor an der Okerumflut. Die Okerumflut bildete bis in die Frühe Neuzeit die äußere Stadtbegrenzung Braunschweigs. Dieser Straßenabschnitt, nahe der Braunschweiger Innenstadt, entwickelte sich bereits ab 1800 zu einem frühen Industrie- und Gewerbegebiet.
Zwischen dem Wendentor und dem heutigen Innenstadtring befanden sich in den 1840er Jahren auf einem nur knapp 300 m-langen Abschnitt drei Zichorienfabriken und eine Wachstuchfabrik. Nach der Errichtung der Technischen Hochschule (heute Technische Universität Braunschweig) in der Nordstadt, wandelte sich ab 1877 der Charakter dieses Gebietes. Mit der Zichorienfabrik Ludwig Otto Bleibtreu schloss um 1909 der letzte Produktionsbetrieb in diesem Bereich.
Erst im Jahr 1946 wurde der Straßenabschnitt zwischen Wendentor und Innenstadtring in Mühlenpfordtstraße umbenannt, zu Ehren des Architekten und Hochschullehrers Carl Mühlenpfordt (1878–1944).

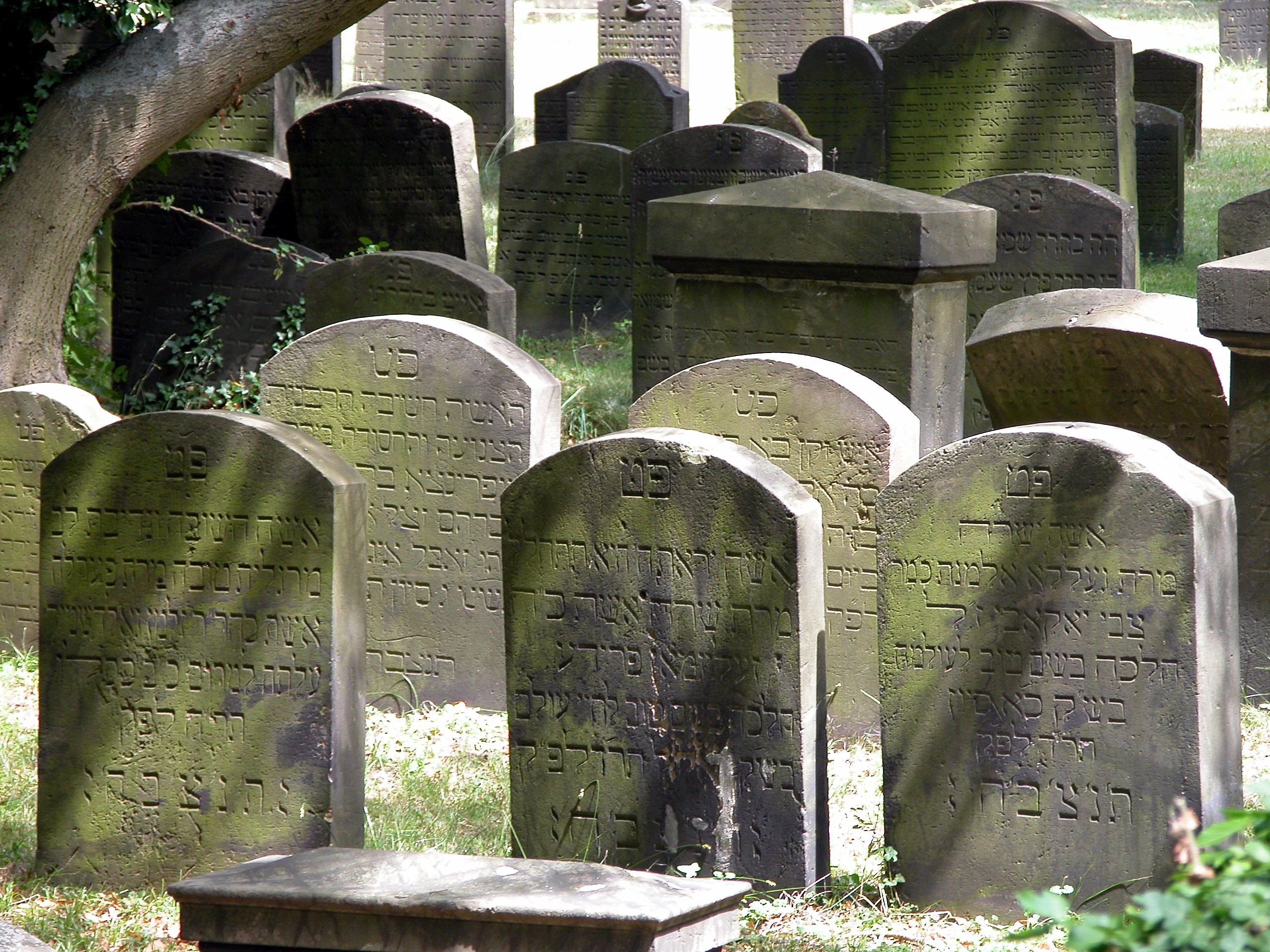
Jüdischer Friedhof Hamburger Straße
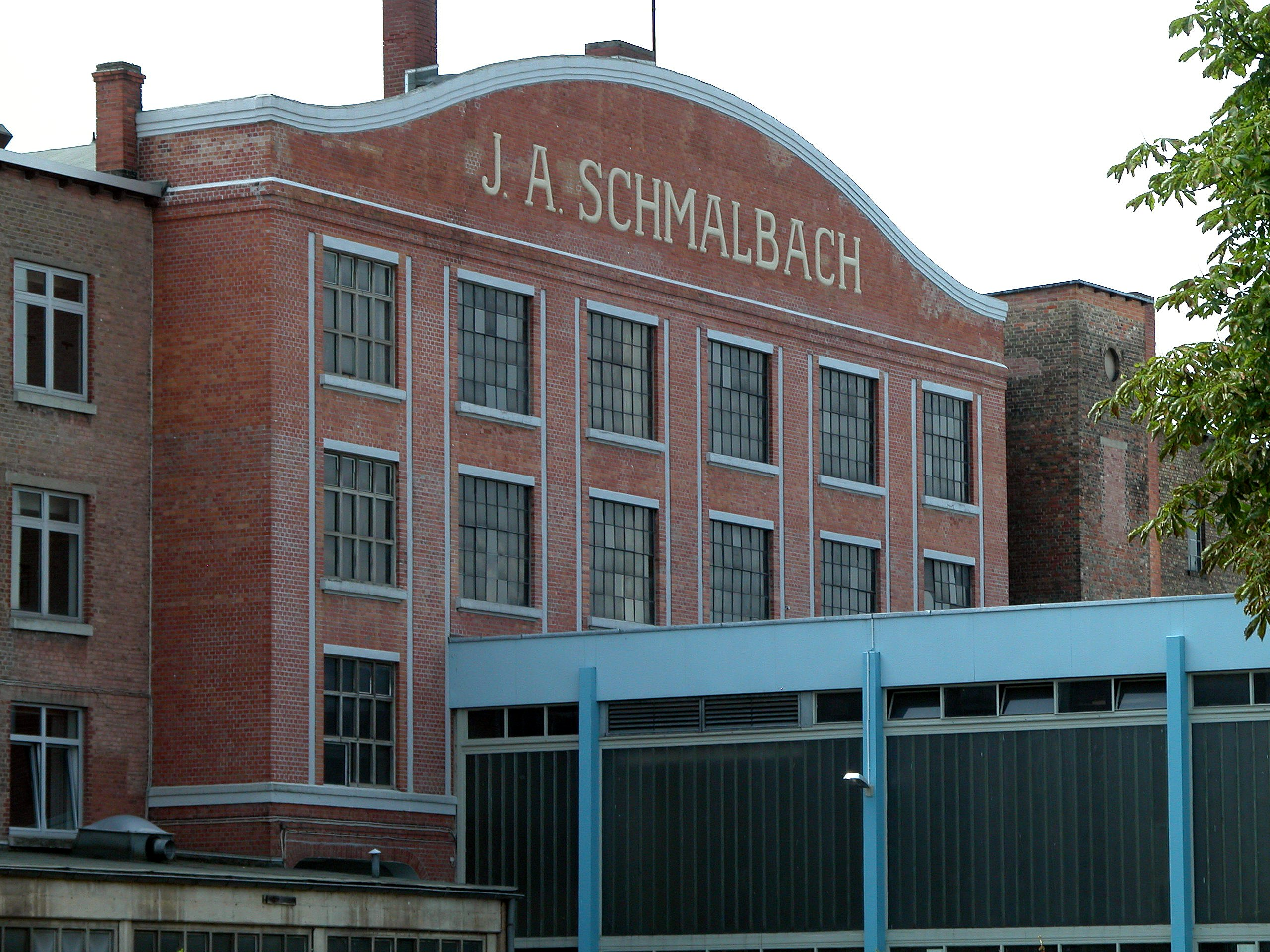
J. A. Schmalbach-Werk
Eintracht-Stadion und Volkswagenwerk Braunschweig
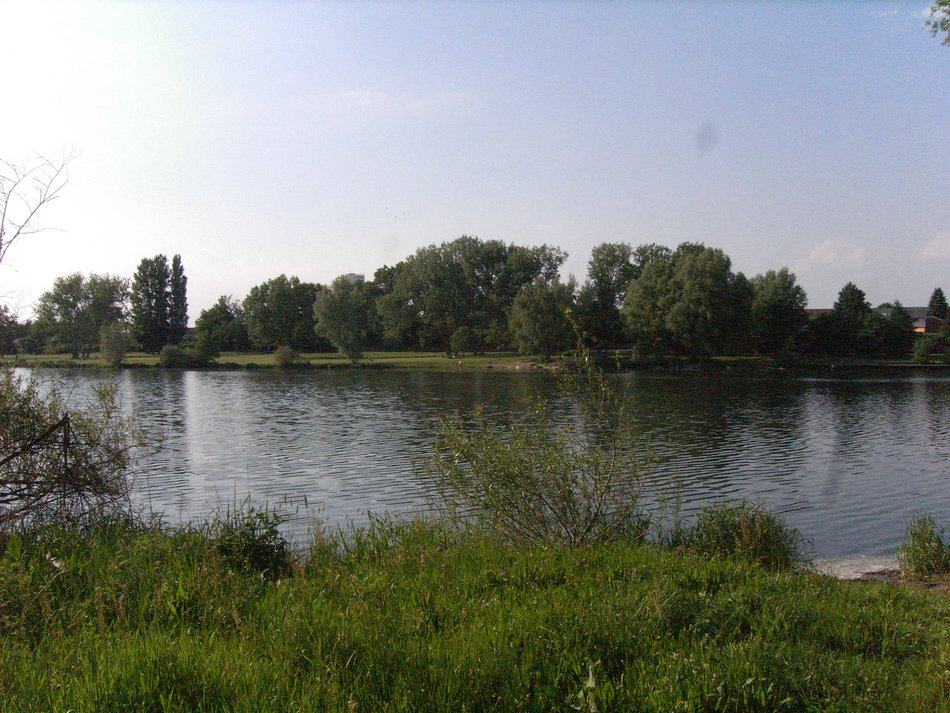
Ölpersee
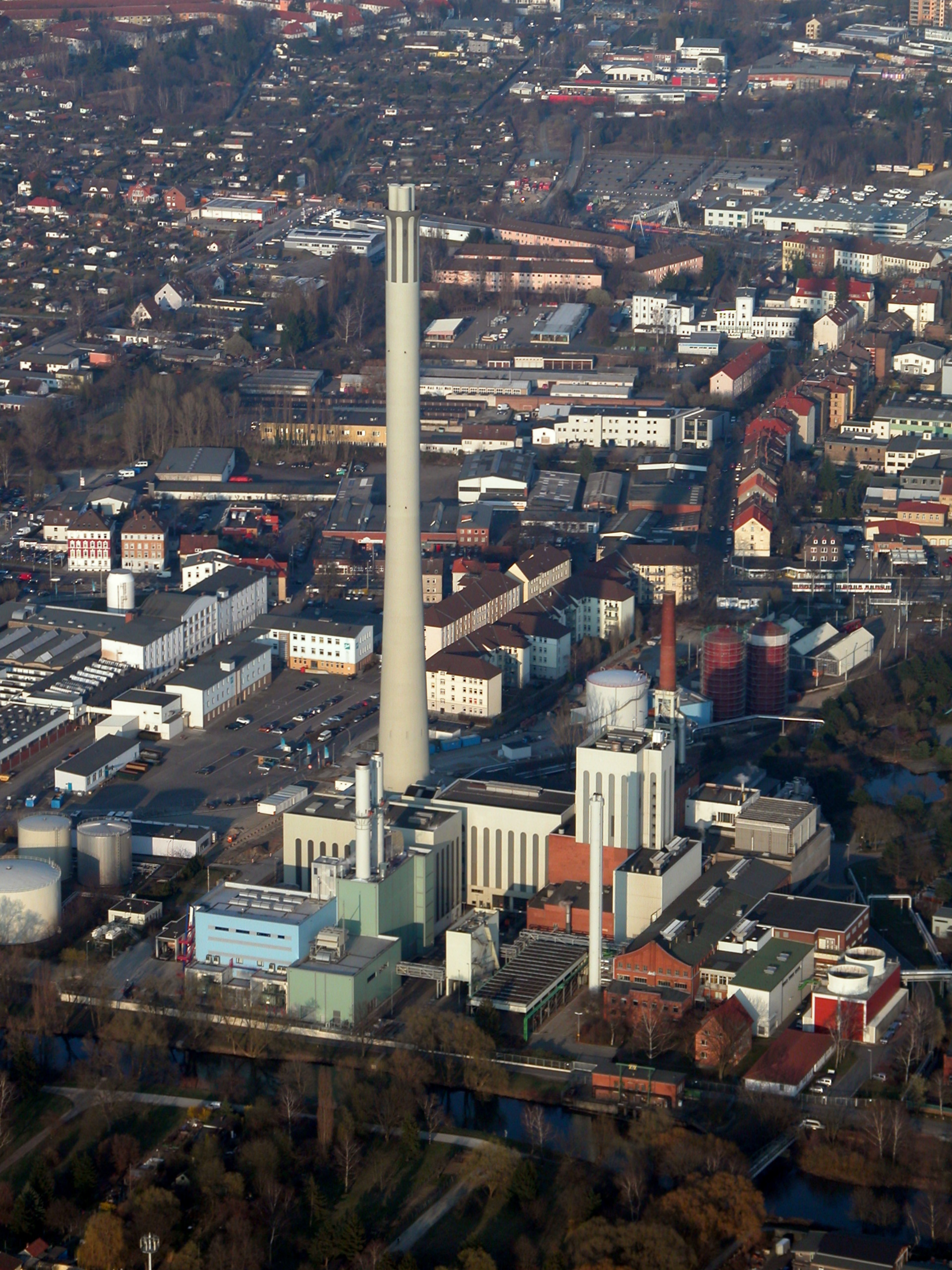
Heizkraftwerk Mitte

## Weitere Anlieger
- Das Technologiezentrum der Handwerkskammer Braunschweig (TZH Braunschweig) mit seinen 29 Werkstätten und 10 Unterrichts- und PC-Räumen.[6]
- Eine Nebenstelle der berufsbildenden Johannes-Selenka-Schule.[7]
- Das Gesundheitsamt Braunschweig.[8]
- Das Ambulante Reha Centrum Braunschweig.[9]
- Die Zweigniederlassung Braunschweig des Verpackungsherstellers Ardagh Metal Packaging Germany GmbH[10] bis Mitte 2016 als Getränkedosendeckelwerk zur Ball Packaging Europe gehörend.[11] Zufahrt über die Karl-Schmidt-Straße.
- Das Heizkraftwerk Mitte mit seinem weithin sichtbaren Schornstein.[12]
- Am Schützenplatz die Wasserwelt Braunschweig, ein neues Erlebnisbad.